# Henryk Stokłosa
Henryk Tadeusz Stokłosa (ur. 4 stycznia 1949 w Lipinach) – polski przedsiębiorca, polityk i samorządowiec, senator I, II, III, IV, V i VII kadencji.

## Życiorys

### Wykształcenie i praca zawodowa
Ukończył w 1968 technikum samochodowe w Trzciance, następnie studia na Wydziale Rolniczym (1980) i Wydziale Zootechnicznym (1982) Akademii Rolniczej w Poznaniu.
Pracował już podczas studiów, najpierw w Państwowym Ośrodku Maszynowym w Margoninie, a od 1971 w branży turystycznej, w której ostatnio był dyrektorem Wojewódzkiego Przedsiębiorstwa Turystycznego Noteć w Pile. W 1980 założył rzemieślniczą firmę utylizacji odpadów rolno-hodowlanych Farmutil H.S. w Śmiłowie.
Rozwijał prowadzoną działalność, prowadząc zespół przedsiębiorstw obejmujących głównie różne przetwórnie przemysłu rolno-spożywczego, wydawcę prasy lokalnej oraz sieci handlowe (Stokłosa i Stogrosz), zatrudniający kilka tysięcy osób i będący jednym z największych pracodawców dawnego województwa pilskiego. W 2005 z majątkiem wycenianym na 950 mln zł znalazł się około 15. miejsca na liście najbogatszych Polaków tygodnika „Wprost”.

### Działalność polityczna
W połowie lat 70. wstąpił do Polskiej Zjednoczonej Partii Robotniczej, z której został wykluczony w 1982. W 1989 prowadził kosztowną kampanię wyborczą w województwie pilskim przed wyborami do Senatu. W wyborach tych uzyskał mandat senatora, pokonując w drugiej turze kandydata Komitetu Obywatelskiego Piotra Baumgarta oraz wojewodę pilskiego Zbigniewa Rosińskiego. W Senacie I kadencji był jedynym senatorem niepopieranym przez „Solidarność”. Ponownie uzyskiwał mandat senatora jako kandydat niezależny w województwie i okręgu pilskim w 1991, 1993, 1997 i 2001. W wyborach parlamentarnych w 2005 nie został ponownie wybrany.
Od 1990 do 2001 zasiadał również w radzie gminy Kaczory. W 2011, startując ze swojego komitetu wyborczego wyborców, został wybrany w okręgu pilskim na senatora w wyborach uzupełniających. Ślubowanie złożył 2 marca 2011. W wyborach parlamentarnych w tym samym roku nie ubiegał się o reelekcję. W wyborach samorządowych w 2014 i 2018 uzyskiwał mandat radnego powiatu pilskiego. W 2024 nie ubiegał się o ponowny wybór.

### Postępowania karne
W styczniu 2007 został wydany europejski nakaz aresztowania byłego senatora w związku z podejrzeniem popełnienia przezeń przestępstw korupcyjnych. W listopadzie 2007 Henryk Stokłosa został zatrzymany na podstawie ENA w okolicach Hamburga, a w grudniu 2007 przewieziony do Polski. W grudniu 2008 Sąd Apelacyjny w Poznaniu uchylił decyzję Sądu Okręgowego w Poznaniu przedłużającą okres tymczasowego aresztowania Henrykowi Stokłosie, stosując jednocześnie 3 mln zł poręczenia majątkowego, zatrzymanie paszportu i zakaz opuszczania kraju tytułem środków zapobiegawczych. 
W lutym 2013 Sąd Okręgowy w Poznaniu uniewinnił byłego senatora od części czynów (w tym tzw. wątku ekologicznego, co było potem przedmiotem kasacji i uchylenia orzeczenia przez Sąd Najwyższy). Sąd ten skazał natomiast Henryka Stokłosę w pierwszej instancji na karę łączną ośmiu lat pozbawienia wolności oraz na grzywnę w kwocie 600 tys. zł. W marcu 2014 Sąd Apelacyjny w Poznaniu uchylił to orzeczenie w części skazującej i sprawę skierował do ponownego rozpoznania. Postępowanie co do zarzutów korupcyjnych umorzono w 2015 na skutek przedawnienia. 
W powtórzonym procesie Henryk Stokłosa został skazany przez Sąd Okręgowy w Poznaniu na 1 rok i 3 miesiące pozbawienia wolności za jedno przestępstwo korupcyjne oraz uniewinniony od pozostałych czynów. Po zaliczeniu okresu tymczasowego aresztowania do odbycia pozostało około 20 dni kary.

## Życie prywatne
Jest synem rolnika, uczestnika kampanii wrześniowej. Żonaty z Anną; ma trzech synów.